# نشار
محمد افندی حمدی دمیاطی، معروف به نَشار. از شاعران مصری بود. او از نخستین شاعران نسل نو جنبش ادبی در مصر بود.
آثار او عبارتند از:
- دیوان میوه‌های اندیشه (ثمرات الأفکار)
- زن در اسلام (المرأة فی الإسلام)

نشار در دمیاط به دنیا آمد و پدر او نیز شاعر بود.